# Mattirolella
Mattirolella är ett släkte av svampar. Mattirolella ingår i familjen Kathistaceae, klassen Sordariomycetes, divisionen sporsäcksvampar och riket svampar.
| Mattirolella | \| \| Mattirolella silvestrii \| \| \| \| |
|              | \| \| Mattirolella silvestrii \| \| \| \| |
|              | Kathistes                                 |
|              |                                           |
|              | Termitariopsis                            |
|              |                                           |
|              | Mattirolella silvestrii                   |
|              |                                           |

|  | Mattirolella silvestrii |
|  |                         |